# Willy Falck Hansen
Willy Falck Hansen (4 de abril de 1906-18 de marzo de 1978) fue un deportista danés que compitió en ciclismo en la modalidad de pista.
Participó en dos Juegos Olímpicos de Verano en los años 1924 y 1928, obteniendo tres medallas, plata en París 1924 y oro y bronce en Ámsterdam 1928. Ganó tres medallas en el Campeonato Mundial de Ciclismo en Pista entre los años 1927 y 1931.
Además, consiguió veintinueve victorias en los campeonatos de Dinamarca de ciclismo en pista en diferentes modalidades: cuatro en velocidad amateur (1923, 1926-1928), catorce en velocidad profesional (1929-1941, 1943), seis en contrarreloj (1929-1930, 1935-1938), cuatro en la prueba de 750 m (1931-1934) y una en la prueba de 10 km (1936).

## Medallero internacional
| Juegos Olímpicos   | Juegos Olímpicos         | Juegos Olímpicos  | Juegos Olímpicos         |
| Año                | Lugar                    | Medalla           | Competición              |
| ------------------ | ------------------------ | ----------------- | ------------------------ |
| 1924               | París (Francia)          | Medalla de plata  | Tándem                   |
| 1928               | Ámsterdam (Países Bajos) | Medalla de oro    | 1 km contrarreloj        |
| 1928               | Ámsterdam (Países Bajos) | Medalla de bronce | Velocidad individual     |
| Campeonato Mundial |                          |                   |                          |
| Año                | Lugar                    | Medalla           | Competición              |
| 1927               | Colonia (Alemania)       | Medalla de plata  | Velocidad individual (A) |
| 1928               | Budapest (Hungría)       | Medalla de oro    | Velocidad individual (A) |
| 1931               | Copenhague (Dinamarca)   | Medalla de oro    | Velocidad individual (P) |